# Верхний Уртуй
Ве́рхний Урту́й — село в Константиновском районе Амурской области России. Административный центр и единственный населённый пункт Верхнеуртуйского сельсовета.

## География
Село Верхний Уртуй стоит в верховьях реки Уртуй (левый приток Амура).
Село Верхний Уртуй расположено на автомобильной дороге областного значения Константиновка — Тамбовка — Благовещенск (Белогорск).
Расстояние до районного центра Константиновского района села Константиновка — 25 км (на юг, через Крестовоздвиженку).
На север от села Верхний Уртуй идёт дорога к селу Жариково (Тамбовский район), на северо-запад — к селу Гильчин (Тамбовский район), на юго-восток — к селу Новотроицкое.

## Население
| 2002 | 2010 | 2012 | 2013 | 2014 | 2015 | 2016 |
| ---- | ---- | ---- | ---- | ---- | ---- | ---- |
| 510  | ↘438 | ↘432 | ↘423 | ↗430 | →430 | →430 |
| 2017 | 2018 | 2021 |      |      |      |      |
| ↘427 | ↘421 | ↘342 |      |      |      |      |

## Улицы
| - пер. Зелёный, - ул. Лазо, - ул. Ленина, | - пер. Мельничный, - ул. Новосёлов, - пер. Смирнова. |

## Экономика
Сельскохозяйственные предприятия Константиновского района.

## Инфраструктура
В селе действуют общеобразовательная средняя школа и дом культуры.